# 巴比奇 (利維夫州)
50°12′10″N 24°30′54″E / 50.20278°N 24.51500°E
巴比奇（羅馬化：Babychi）是烏克蘭西部的村莊，隸屬利維夫州的舍普季茨基區。該村面積2.86平方公里，海拔高度215米，2001年人口710，人口密度每平方公里248.43人。